# 溫敏 (乾隆進士)
溫敏（1707年—1769年），字允懷，号鐵崖，叶赫那拉氏，满洲正蓝旗人。乾隆辛酉举人，乙丑进士。

## 生平履历
- 乾隆十年（1745）至十三年（1748）任翰林院庶吉士，同年升国子监司业
- 乾隆十五年（1750）任庚午科贵州乡试考官
- 乾隆十六年（1751）任辛未科云南乡试考官
- 乾隆十八年（1753）任翰林院侍讲学士、詹事府詹事，同年任癸酉科湖南乡试考官
- 乾隆十九年（1754）任甲戌科会试考官
- 乾隆二十三年（1758）至二十五年（1760）任盛京刑部侍郎
- 乾隆二十六年（1761）任內閣侍讀學士，通政使司通政使
- 乾隆二十六年（1761）至三十二年（1767）任都察院左副都御史
- 乾隆三十二年（1767）至三十四年（1769）任盛京礼部侍郎，同年病故于任上[1]

## 交往轶事
紀昀《閱微草堂筆記》(卷二十二)漆阳续录(四)记载：“溫鐵山前輩(名溫敏,乙丑進士,官至盛京侍郎。)嘗遇扶乩者,問:「壽幾何?」乩判曰:「甲子年華有二秋。」以為當六十二。後二年卒,乃知二秋為二年。蓋靈鬼時亦能前知也。”

## 家庭成员
- 始祖阿海，任逰撃。胞侄一等男、襄壮公鄂謨克圗巴圗魯。“鄂謨克圗巴圗魯，正藍旗人，世居葉赫地方，國初来歸，由䕶軍校從征大同……賜巴圗魯號，……三遇恩詔加至一等男，歴任副都統兼佐領，賜諡襄壮。……又鄂謨克圗巴圗魯親伯阿海，原任逰撃；其子哲禄原任步軍校；孫温保原任陕西廵撫，翁果春原任員外郎；曽孫華喇原任員外郎，元孫伊三原係舉人”（载《八旗滿洲氏族通譜》卷22）。
- 高祖。
- 曾祖。同辈温保，原任陕西廵撫。
- 祖父花拉（又華喇），刑部员外郎。
- 父伊三，科举人，太仆寺主事。
- 妻索綽絡氏。其父内务府正白旗满洲、乾隆二年（1737年）丁巳恩科进士、礼部尚书文恭公觀保。
- 子那爾豐阿，嘉庆丙辰进士。